# Engelhardia rigida
Engelhardia rigida är en valnötsväxtart som beskrevs av Carl Ludwig von Blume. Engelhardia rigida ingår i släktet Engelhardia och familjen valnötsväxter. Inga underarter finns listade i Catalogue of Life.